# Chablis
Den här artikeln handlar om staden Chablis. För mer information om vindistriktet med samma namn, se Chablis (vindistrikt).
Chablis är en kommun i departementet Yonne i regionen Bourgogne-Franche-Comté i norra Frankrike. År 2022 hade Chablis 2 151 invånare.
841 stod där ett slag mellan Ludvig den frommes tre söner, kejsar Lothar å ena sidan samt Karl den skallige och Ludvig den tyske å den andra. Slaget har även namn efter Fontenay.

## Befolkningsutveckling
Antalet invånare i kommunen Chablis
| Referens: INSEE |